# 미할로우체구

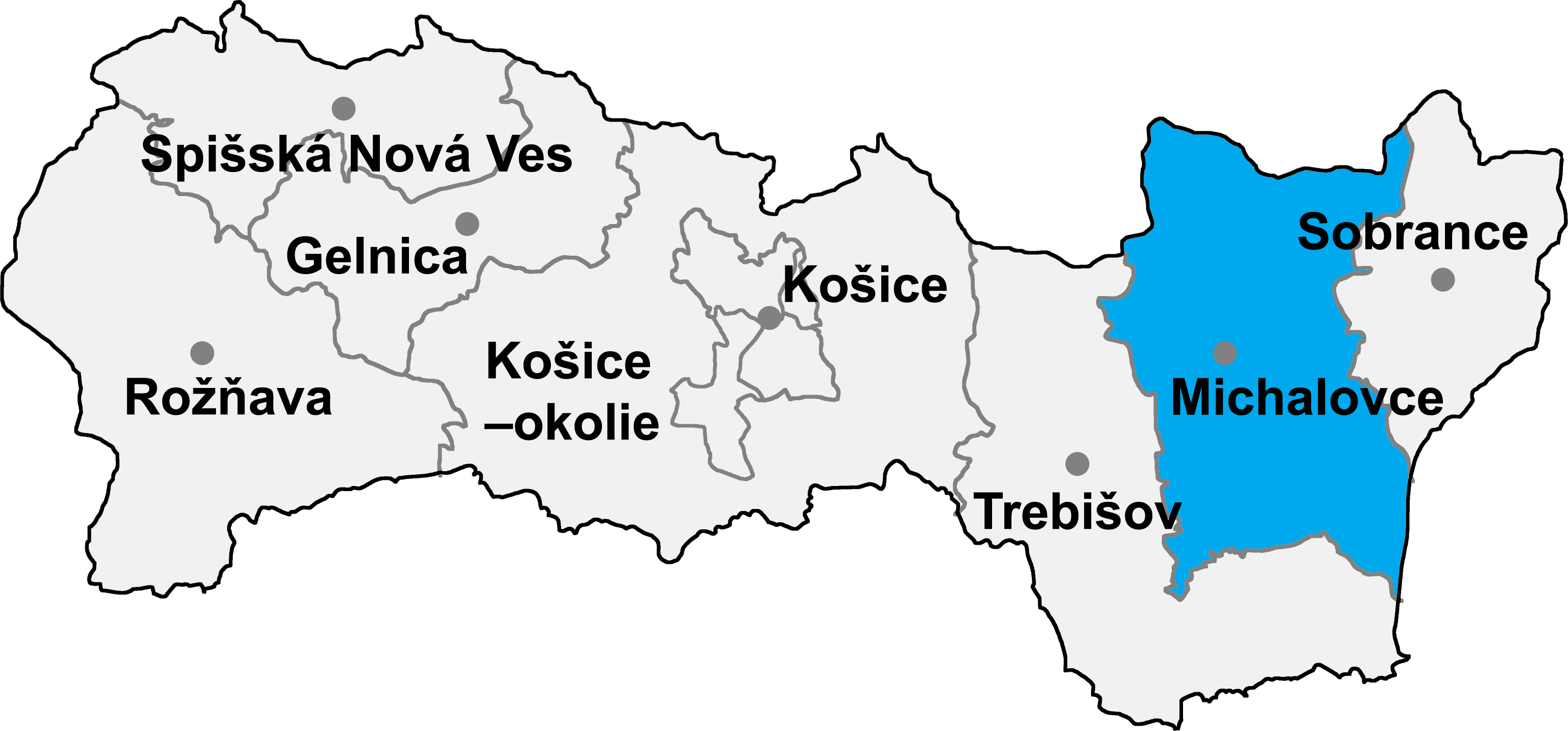
미할로우체구의 위치

미할로우체구(슬로바키아어: Okres Michalovce)는 슬로바키아 코시체주를 구성하는 11개 구 가운데 하나로 행정 중심지는 미할로우체이며 면적은 1,019.26km2, 인구는 110,791명(2014년 기준), 인구 밀도는 108.7명/km2이다.
코시체주 동부에 위치하며 78개 지방 자치체(3개 시, 75개 마을)를 관할한다. 북동쪽으로는 소브란체구, 북쪽으로는 프레쇼우주 후멘네구, 브라노우나트토플료우구, 서쪽과 남쪽으로는 트레비쇼우구와 접하며 동쪽으로는 우크라이나와 국경을 접한다.